# Man (박지윤의 음반)
《Man》은 박지윤의 5번째 정규 앨범이다. 박진영이 프로듀싱한 앨범으로, 대표곡으로는 〈백조〉, 〈난 남자야〉, 〈난 사랑에 빠졌죠〉가 있다. '백조'는 박지윤의 수중 발레 씬이 담긴 뮤직비디오로 주목을 받았으며 〈난 남자야〉는 남장을 하고 노래를 부르며 춤을 추는 박지윤의 모습으로 주목을 받았다.